# Árbol -mm
-mm, para los desarrolladores en Linux, es una versión del código fuente del kernel mantenida por Andrew Morton. El -mm se utilizaba para cubrir la función de las versiones de desarrollo, identificadas formalmente por subversiones de números impares de la versión 2.6. Estas versiones contenían código nuevo y experimental.

## Historia
Históricamente el -mm se enfocó en la parte de administración de memoria en el kernel (mm por sus siglas en inglés)
El árbol -mm fue sobrecargado de actualizaciones haciendo muy dificultosas sus pruebas y por lo tanto en un mensaje Andrew Morton declaró que ya no iba a funcionar su proyecto.
Actualmente el árbol -mm fue sucedido por el árbol -next y ya no es desarrollado.